# چی بو
چی بو (انگلیسی: Qiu Bo؛ زادهٔ ۳۱ ژانویهٔ ۱۹۹۳) ورزشکار شیرجه اهل چین است.
وی در مسابقات کشوری و بین‌المللی در مجموع برندهٔ ۱۰ مدال طلا، ۴ مدال نقره، ۱ مدال برنز شده‌است.